# Saint Anthony (Iowa)
Pour les articles homonymes, voir Saint Anthony.
La ville américaine de Saint Anthony est située dans le comté de Marshall, dans l'État de l'Iowa. Sa population s’élevait à 102 habitants lors du recensement de 2010.

## Source
- (en) Cet article est partiellement ou en totalité issu de l’article de Wikipédia en anglais intitulé « St. Anthony, Iowa » (voir la liste des auteurs).